# Campionato FIA di Formula Regional delle Americhe
Il Campionato FIA di Formula Regional delle Americhe (ufficialmente denominato Formula Regional Americas Championship), è una serie automobilistica per monoposto in circuito, introdotta a partire dal 2018. La serie, promossa dalla SCCA Pro Racing, è approvata dalla FIA, nell'ambito del progetto di campionati F3 regionali, che fanno da livello intermedio nella carriera dei giovani piloti, tra i campionati di Formula 4 e il Campionato FIA di Formula 3 internazionale. L'esordio della categoria è avvenuto con un weekend di gare tra il 4 e il 5 agosto 2018 sul Pittsburgh International Race Complex.

## Aspetti tecnici

### La vettura
Trattandosi di un campionato monomarca, si compone di vetture tutte uguali costruite in nordamerica dalla Onroak Automotive con il marchio Ligier. Il telaio è il Ligier Crawford JS F3 in fibra di carbonio e rispetta i regolamenti attuali della Formula 3 FIA. Si tratta della prima vettura di una categoria inferiore ad includere il sistema di sicurezza Halo in America.

### Specifiche tecniche
- Motore: Honda K20C1 2.0 L[3]
- Cambio: semi-automatico sequenziale a 6 velocità[3]
- Peso: 522 kg (escluso pilota e benzina)[3]
- Potenza: 270 CV[1]
- Lunghezza: 4765 mm[3]
- Larghezza anteriore: 1850 mm[3]
- Larghezza posteriore: 1850 mm[3]
- Passo: 2825 mm[3]
- Capacità del serbatoio: 62 litri[3]

## Aspetti sportivi

### Gare
Ogni weekend di gara è composto da due sessioni di prove libere da 30 minuti, una sessione di qualifica da 30 minuti e tre gare della durata di circa 30 minuti.
Ai primi dieci piloti in classifica vengono attribuiti punti validi per la superlicenza FIA, necessaria per correre in Formula 1, secondo il seguente schema:
| Posizione | 1° | 2° | 3° | 4° | 5° | 6° | 7° | 8° | 9° | 10° |
| Punti     | 25 | 18 | 15 | 12 | 10 | 8  | 6  | 4  | 2  | 1   |

### Circuiti
Per la prima stagione della categoria si sono svolti sei weekend di gara, tutti negli Stati Uniti, con le gare finali sul Circuito delle Americhe, a supporto del Gran Premio di Formula 1. Nelle stagioni successive saranno previste gare in tutti i paesi del nordamerica.

## Albo d'oro
| Stagione | Campione piloti    | Campione team              |
| -------- | ------------------ | -------------------------- |
| 2018     | Kyle Kirkwood      | Abel Motorsport            |
| 2019     | Dakota Dickerson   | Global Racing Group        |
| 2020     | Linus Lundqvist    | Global Racing Group        |
| 2021     | Kyffin Simpson     | TJ Speed Motorsports       |
| 2022     | Raoul Hyman        | TJ Speed Motorsports       |
| 2023     | Callum Hedge       | Crosslink Kiwi Motorsports |
| 2024     | Patrick Woods-Toth | Crosslink Kiwi Motorsports |